# 蔣翊武
蔣 翊武（しょう よくぶ、1885年 - 1913年）は、中国の民主革命家。字は伯夔。湖南省澧県の出身。

## 生涯
1891年に澧州澧蘭の本屋に生まれる。
1903年に澧州高等小学校を卒業し、常徳の湖南省西路公立師範学校に入学した。
翌年、華興会副会長である宋教仁が、革命を計画するため常徳を訪れて蒋翊武と会った後、積極的に協力した。
1904年秋、長沙蜂起での関与が疑われ、学校を退学となる。
1906年、彼は上海の中国公立学校に通う中、中国同盟会に加入した。
1909年、蒋翊武は劉復基や詹大悲と漢口で「商務報」を取りまとめ、革命活動を組織。
1911年の春、「振武学社」は「文学社」と改名され、蒋翊武は社長に選出された。
1911年4月、広州の黄花崗起義が失敗し、蒋翊武、劉復基は居正・楊玉如・宋教仁と共に武漢での大規模蜂起を計画するため上海へ向かった。
9月24日、文学社と共進会は武昌で合同会議を開き、60人以上の両党の担当者と新軍の代表者が出席。文学社の蒋翊武が臨時総司令官に選出され、共進会の孫武が参謀長に選出された。
10月9日、清軍内部の革命派の捜査が入った際、蒋翊武は蜂起をその日の夜に起こすことを決定したが、その直前に本部が清朝当局の襲撃を受けてしまった。彭楚藩・劉復基・楊宏勝の3名が翌日早朝に斬首刑に処されたが、蒋翊武自身は逃亡に成功した。
その日の夜、陸軍第八鎮工兵大隊において共進会会員の金兆龍・程定国が上官の陶啓勝を殺害、この混乱に乗じて熊秉坤が蜂起し、武昌起義が勃発した。熊秉坤が事前計画の通り、楚望台の武器庫を奪取後、第八鎮本部を攻撃して武昌を完全占領し、漢口と漢陽での蜂起は成功した。
後に蒋翊武は要職に就き、都督府顧問と軍務部副部長を兼任した。
1913年、蒋翊武は広西省において反袁世凱を唱える旧広西派の陸栄廷に逮捕され、桂林の榕湖で処刑された。現地には孫文の碑文が書かれた蒋翊武記念碑があり、記念碑の隣の道路は翊武路と名付けられた。

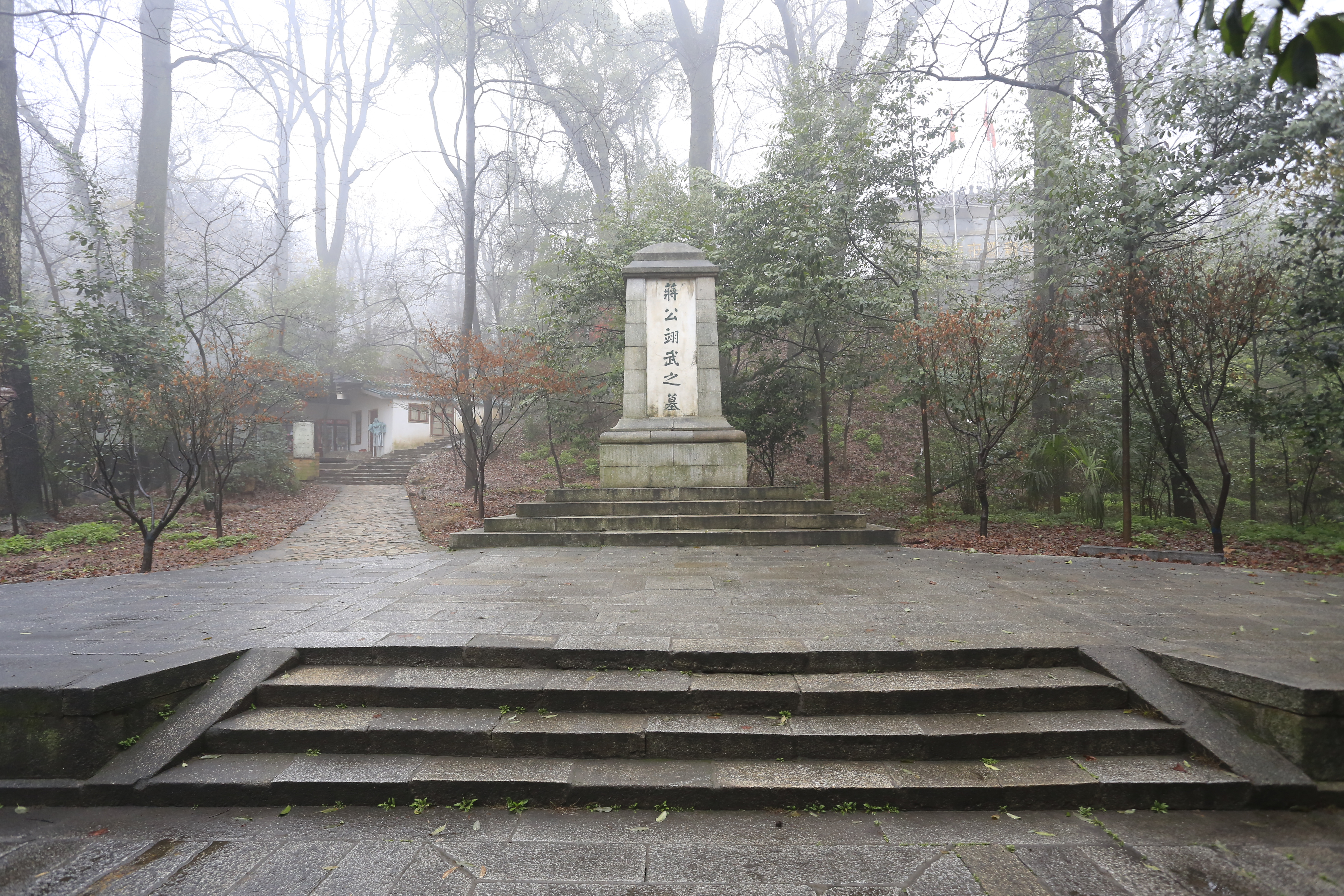
長沙岳麓山の蒋翊武墓

1916年9月、蒋翊武は桂林の榕湖から湖南省長沙岳麓山に再埋葬された。蒋翊武墓は湖南省文物保護単位となっている。